# Escudo de Burkina Faso
El escudo de Burkina Faso en vigor fue adoptado en agosto de 1997. Es cortado, de gules y sinople, con una estrella de cinco puntas de oro resaltando sobre la partición; estos son los colores y elementos que forman la bandera nacional. Tiene como soportes dos caballos de plata a ambos lados, con un par de lanzas pasadas en aspa acopladas detrás del escudo. En lo alto, una cinta con el nombre del estado; en la base, otra con el lema nacional en francés: “Unité, Progrès, Justice” (Unidad, Progreso, Justicia), acompañada a ambos lados por unas espigas de sorgo y sobremontada por un libro abierto.
Retomó el modelo del primer escudo de la República independiente y sustituyó el escudo de la etapa revolucionaria, de corte socialista.

## Escudos históricos
El escudo actual está basado en el originalmente adoptado por Alto Volta al acceder a la independencia en 1961, el cual también tenía los colores de la bandera sobre el escudete central (terciado en faja, de sable, plata y gules), sobre el que resaltaban las letras RHV, iniciales del nombre oficial del estado en francés: République de Haute-Volta (“República del Alto Volta”). Los elementos del mencionado escudo están sujetados por dos caballos plateados sobre dos lanzas cruzadas, y en su parte inferior las figuras de dos azadas y dos espigas de sorgo. En la parte superior había una cinta con el antiguo lema nacional: UNITE - TRAVAIL - JUSTICE (“Unidad - Trabajo - Justicia”). El escudo de armas del Alto Volta de 1967 a 1984 presentaba un escudo guerrero africano en sable, plata y gules que son los colores de la bandera. El escudo estaba sostenido por dos caballos blancos. Detrás del escudo había un tallo de sorgo y una lanza cruzada en forma de X. Debajo del escudo había dos hachas y un pergamino con el lema que aparece en la parte inferior del escudo.
A raíz de la revolución que puso, entre otros, el cambio de nombre del estado, llamado a partir de entonces Burkina Faso, en 1984 se adoptó un emblema circular de inspiración socialista. Figuraban un Fusil de asalto AK47 y una azada pasados en aspa, acompañados en la parte superior por una estrella roja y al pie un libro abierto, todo ello enmarcado dentro de una rueda dentada. Los elementos del escudo están rodeados por un par de espigas de sorgo y, envueltos por el lema nacional “LA PATRIE OU LA MORT: NOUS VAINCRONS” (“La patria o la muerte: Venceremos”).

Escudo del Alto Volta (1960—1984)
Escudo de armas de la República de Alto Volta (1967)
Escudo de 1984-1997